# Thizy (Yonne)
Thizy ist eine französische Gemeinde mit 184 Einwohnern (Stand 1. Januar 2022) im Département Yonne in der Region Bourgogne-Franche-Comté (vor 2016 Bourgogne); sie gehört zum Arrondissement Avallon und zum Kanton Chablis (bis 2015 Guillon).

## Geographie
Thizy liegt etwa 55 Kilometer von Auxerre. Umgeben wird Thizy von den Nachbargemeinden Annoux im Norden, Châtel-Gérard im Nordosten, Talcy im Osten, Montréal im Süden sowie Blacy im Westen.

## Bevölkerungsentwicklung
| Jahr                      | 1962 | 1968 | 1975 | 1982 | 1990 | 1999 | 2006 | 2013 |
| Einwohner                 | 165  | 159  | 164  | 135  | 145  | 156  | 161  | 191  |
| Quelle: Cassini und INSEE |      |      |      |      |      |      |      |      |

## Sehenswürdigkeiten

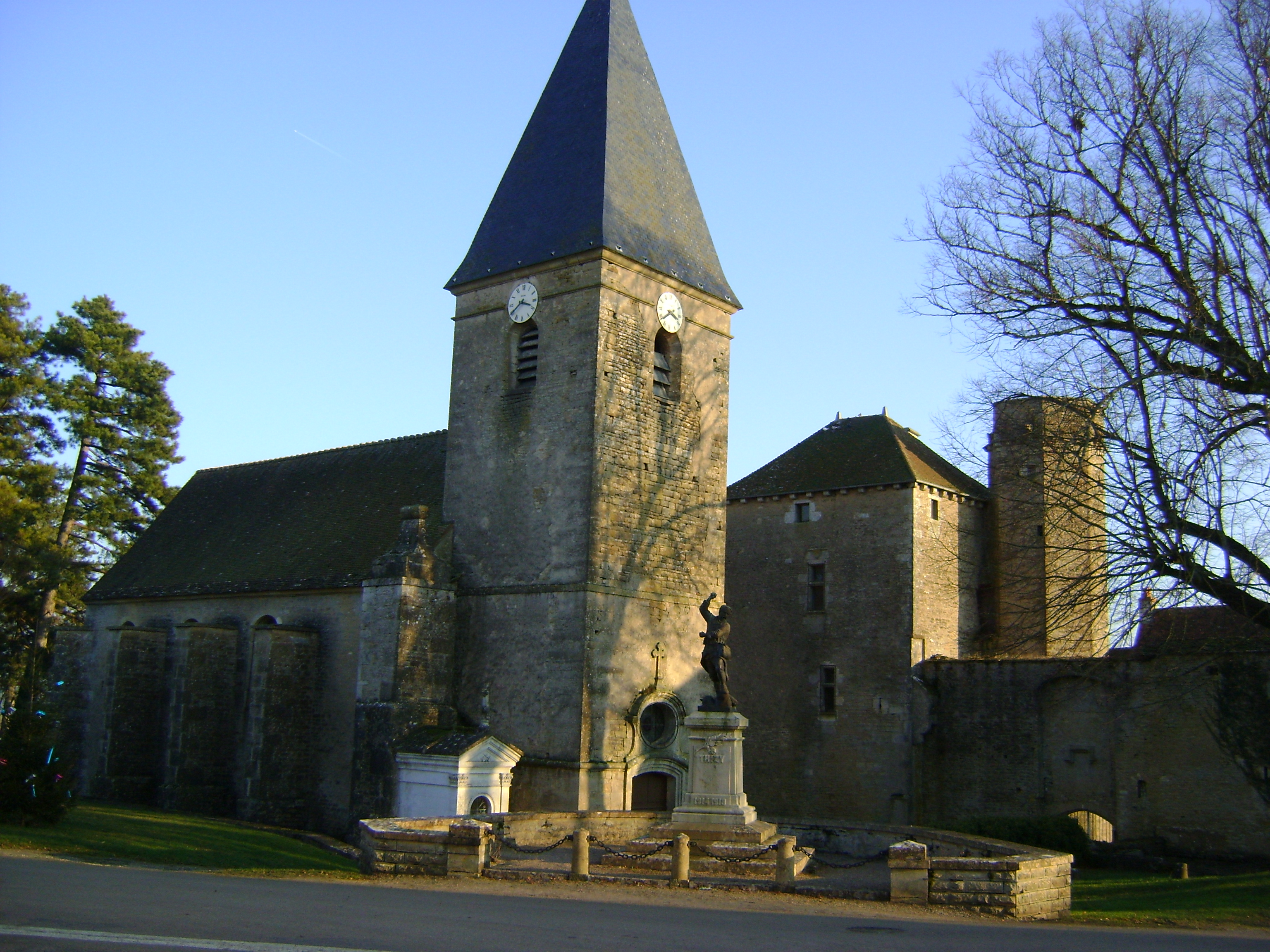
Kirche Saint-Germain-de-Paris
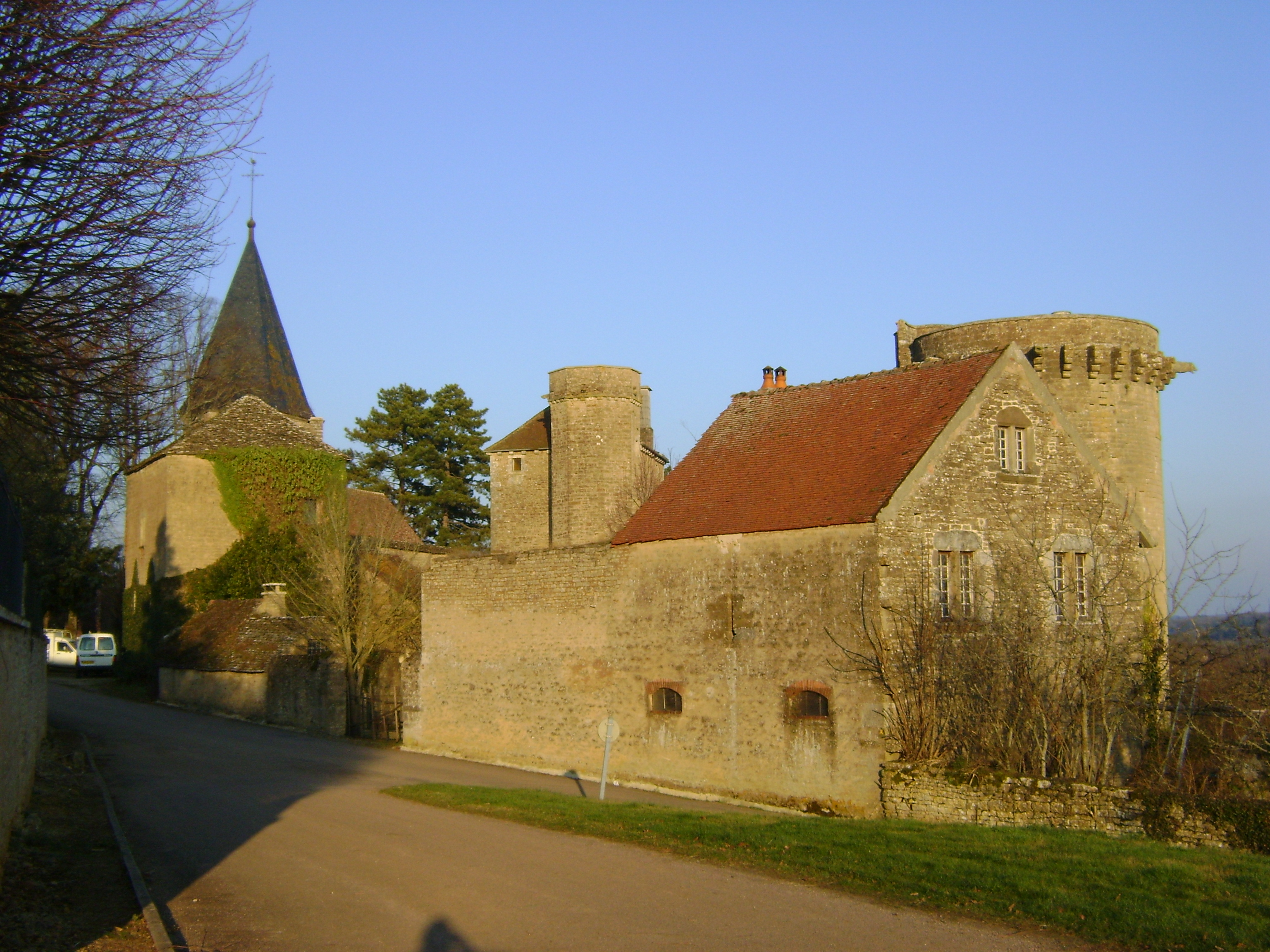
Schloss Thizy, Monument historique
- Waschhaus, Monument historique

- Kirche Saint-Germain-de-Paris
- Schloss Thizy